# Sandvær
Sandvær est une localité du comté de Nordland, en Norvège.

## Géographie
Administrativement, Sandvær fait partie de la kommune de Herøy.